# حسينية الأعظم
حسينية الأعظم هو حسينية ومسجد تاريخي يعود إلى عصر القاجاريين، ويقع في زنجان.